# Asambleas presidenciales del Partido Demócrata de 2008 en Hawaii
Las Asambleas demócratas de Hawaii, 2008 sucedieron el 19 de febrero de 2008.

## Reglas
Por asambleas democráticas de Hawái, se entiende, una votación de preferencia presidencial hecha en la primera media hora de la asamblea. Los resultados son tabulados y los oficiales de los precintos y delegados son después seleccionados en la Convención estatal. Esos delegados son dados por el resultado de las asambleas. Las asambleas fueron abiertas para todos los demócratas registrados,es decir, que podían votar por el candidato que quisieran, y los votantes no registrados por el partido demócrata, así como nuevos votantes, son permitidos para registrarse al instante. Los delegados son seleccionados en la convención estatal, creada el 25 de mayo de 2008.

## Resultados
| Clave: | Candidatos se han retirado antes de la contienda. |

| Asambleas demócratas de Hawái, 2008 | Asambleas demócratas de Hawái, 2008 | Asambleas demócratas de Hawái, 2008 | Asambleas demócratas de Hawái, 2008 |
| Candidato                           | Votos                               | Porcentajes                         | Delegados Nacionales                |
| ----------------------------------- | ----------------------------------- | ----------------------------------- | ----------------------------------- |
| Barack Obama                        | 28,347                              | 75.74%                              | 14                                  |
| Hillary Clinton                     | 8,835                               | 23.61%                              | 6                                   |
| Dennis Kucinich                     | 138                                 | 0.37%                               | 0                                   |
| John Edwards                        | 41                                  | 0.11%                               | 0                                   |
| Indecisos                           | 65                                  | 0.17%                               | 0                                   |
| Totals                              | 37,426                              | 100.00%                             | 20                                  |